# T-OFF
T-OFF（ティーオフ）は、日本のインストルメンタルバンドである。２００５年結成。ドラム、ベース、キーボード、サックスという編成で、様々なジャンルの楽曲を独自のアレンジで演奏。そのレパートリーはスタンダードジャズからポピュラーソング、オリジナル楽曲まで広きに渡る。

## メンバー
- 藤丸和彦（ふじまるかずひこ） - サックス、作曲、アレンジ
- 土屋剛（つちやつよし） - キーボード
- 植木宏之（うえきひろゆき） - ベース
- 二神浩志（ふたがみこうじ） - ドラムス

## 作品

### アルバム
- 2016年4月1日 「FLAVORS OF THE SUN」（エアプレーンレーベル）[1]　 - 収録曲「Blue Sunday」、FMえどがわ『おかえりなさい』オープニングテーマ
- 2019年2月6日 「FRUSTRATION」（エアプレーンレーベル）[1]

## メディア出演

### ラジオ
- 2016年3月30日　かわさきFM 「内海利勝 ＬＯＶＥ＆ＰＥＡＣＥ 同じ空の下から」[2]　ゲスト出演
- 2016年4月15日　FMえどがわ「おかえりなさい」ゲスト出演
- 2017年3月6日　ソラトニワ原宿「大山愛未のAiming my way !」ゲスト出演

## 主な活動拠点
- 赤羽モジョハンド（閉店）[3]
- 赤坂クロウフィッシュ[4]
- 小岩ジョニーエンジェル[5]